# The Rocks

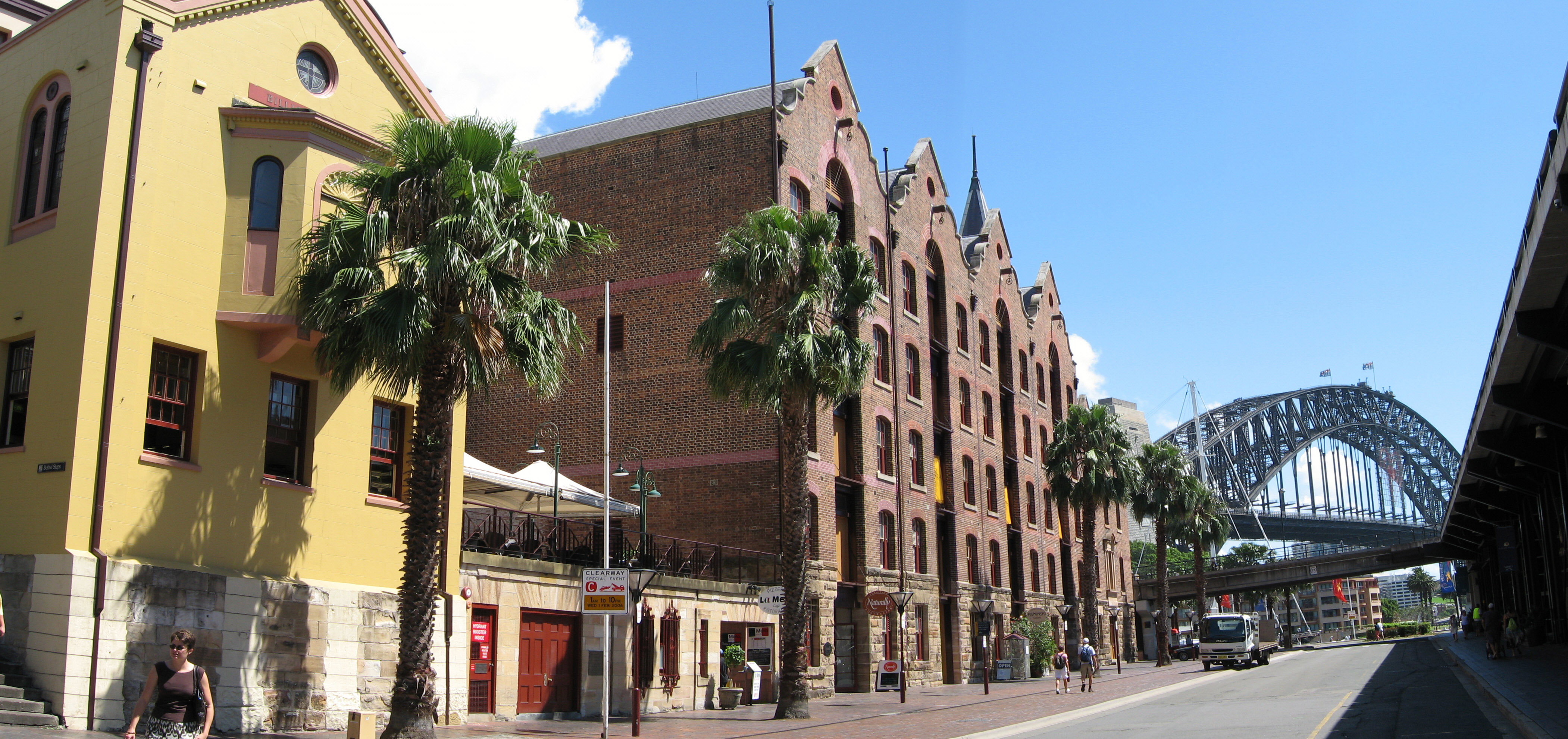
The Rocks

The Rocks è il quartiere antico di Sydney. Risale a prima del 1800. Rispetto al resto della città, presenta caratteristiche architettoniche diverse, con edifici più bassi e strade più strette.
Si estende nella zona a Sud del fiume Harbour, dal fiume al C.B.D. (Central Business District, equivalente al centro della città).
Il quartiere è stato parzialmente distrutto per la costruzione dell'Harbour Bridge intorno tra il 1920 e il 1930. Quel che rimaneva è stato minacciato di abbattimento l'ultima volta negli anni sessanta, quando aveva ancora alcuni problemi con la criminalità.
Negli anni settanta tali problemi sono stati sostanzialmente risolti, e da allora il quartiere è uno dei simboli della pur breve storia dell'Australia.

## Monumenti e luoghi d'interesse
- Chiesa di San Patrizio